# Light Years (album van Kylie Minogue)
Light Years is het zevende album van de Australische zangeres Kylie Minogue. Het werd in 2000 uitgebracht.
Minogue had eind jaren 1980 met haar albums veel succes, maar commercieel gezien ging het daarna rustiger. Light Years zorgde opnieuw voor succes voor Minogue weer. Het album haalde de eerste positie in de Australische lijst en haalde in het Verenigd Koninkrijk, Nieuw-Zeeland en Griekenland de top 10.
Het nummer Your disco needs you is op de standaard albums in het Frans, maar er zijn ook albums waarin ze het in het Japans, Duits of Spaanse zingt. Veel nummers van het album deden het in de discotheken goed en verschillende albums met verzamelingen van remixes, vooral van Spinning Around en On A Night Like This, werden uitgebracht.

## Tracks
1. Password, alleen te beluisteren door Spinning Around meteen terug te spoelen
2. Spinning Around – 3:27
3. On a Night Like This – 3:33
4. So Now Goodbye – 3:37
5. Disco Down – 3:57
6. Loveboat – 4:10
7. Koocachoo – 4:00
8. Your Disco Needs You – 3:33
9. Please Stay – 4:08
10. Bittersweet Goodbye – 3:43
11. Butterfly – 4:09
12. Under the Influence of Love – 3:23
13. I'm So High – 3:33
14. Kids, duet met Robbie Williams – 4:20
15. Light Years – 4:47